# Caltagirone
Caltagirone (sicilijanski: Caltaggiruni; arapski: Qal'at-al-ghiran) je grad u Italiji, na otoku i administrativnoj regiji Sicilija, središte istoimene općine u pokrajini Catania. Caltagirone se nalazi 70 km jugozapadno od grada Catania.
Grad je dugo bio slavan po svojoj keramici, osobito po majolici i terakotnim vrčevima. Danas se sve više proizvodi umjetnička keramika i terakotne skulpture, a ostatak stanovništva se uglavnom bavi poljoprivredom (uzgoj grožđa, maslina i bresaka).
Barokno središte Caltagironea je, zajedno sa sedam drugih baroknih gradova u dolini Val di Noto koji su obnovljeni nakon potresa 1693. godine, 2002. godine upisano na UNESCO-ov popis mjesta svjetske baštine u Europi kao primjer "vrhunca i završnog procvata baroka u Europi".

## Povijest
Naselje na ovom mjestu su osnovali Sikuli (skupina Italika), od kojih je sačuvana nekropola iz oko 2000. pr. Kr. prepuna arheoloških ostataka. Arapi su ga pretvorili u grad koji su nazvali Qal'at-al-ghiran ("Brdo vaza") i u njemu su izgradili dvorac koji su osvojili Liguri 1030. godine i ostavili mnogo ligurijskih riječi u lokalnom dijalektu. Grad je procvao za vrijeme Normana i vladavine dinastije Hohenstaufen i postao je poznatim mjestom proizvodnje keramike. 
God. 1693. potres je gotovo uništio cijeli grad, a poslije ove katastrofe grad je obnovljen u baroknom planu.

## Znamenitosti
U lokalnom Muzeju lončarstva nalazi se vrijedna kolekcija drevne keramike iz vremena Magne Graecie, ali i moderne keramike.
Glavna atrakcija grada je monumenatalno stubište Crkve Gospe od brda (Santa Maria del Monte) iz 1608. godine koje se uzdiže iznad grada sa svojih 142 stube. Svaka stuba je ukrašena rukom oslikanim keramičkim pločicama s drugačijim motivom, iz tisućljetne tradicije. Na dan Sv. Jakova (25. srpnja), zaštitnika grada, stubište se osvijetli svijećama u boji tako da oblikuju umjentičku sliku veličine nekoliko desetaka metara.
Od ostalih građevina najznamenitije su:
- Katedrala sv. Julijana potječe još iz Normanskih vremena, a u 20. stoljeću je dobila secesijsko pročelje (Saverio Gulli).
- Crkva Gospe od brda (Santa Maria del Monte) iz 12. stoljeća je obnovljena u baroknom stilu.
- Barokna crkva San Francesco di Paola ima staru gotičku sakristiju.
- Crkva sv. Franje Asiškog (San Francesco d'Assisi) iz 1236. godine je obnovljena u baroknom stilu poslije 1693. godine i ima nedovršenu kupolu.
- Ostale znalajne crkve su: Isusovačka crkva Il Gesù iz 1570. godine, Crkva sv. Jakova (San Giacomo), i dr.
- Bivša gradska vijećnica ili Senatska palača (Palazzo Senatorio) potječe iz 15. stoljeća.

- Krajolik Caltagironea
- Gospino stubište
- Villa Patti
- Galerija Luigi Sturzo u Muzeju keramike
- Moderna kermička vaza iz Caltagironea

## Gradovi prijatelji
Caltagirone ima ugovore o partnerstvu sa sljedećim gradovima:
- Rijeka, Hrvatska
- San Francisco, SAD

## Vanjske poveznice
- Fotografije i informacije (tal.)
- Galerija fotografija  Arhivirana inačica izvorne stranice od 22. srpnja 2011. (Wayback Machine) (tal.)
- Frazione Granieri (tal.)

### Ostali projekti
|  | Zajednički poslužitelj ima još gradiva o temi Caltagirone |